# The Purcell School

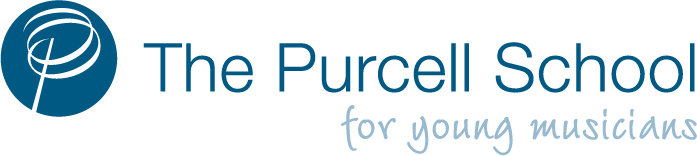
Logo der Purcell School

Die Purcell School ist eine spezialisierte Musikschule für Jugendliche in Bushey, im Süden von Hertfordshire, England. Sie ist die älteste spezialisierte Musikschule in Großbritannien. Sie wurde 2003 mit der UNESCO-Mozart-Medaille ausgezeichnet, die vom Patron der Schule, Prinz Charles, entgegengenommen wurde. Simon Rattle ist Ehrenpräsident der Schule. Im Jahr 2015 wurde sie das erste Fazioli Pianoforte Centre of Excellence.
Die Schüler der Schule werden weitgehend durch das staatliche Musik- und Tanzprogramm finanziert, zusammen mit den Stipendiengeldern der Schule. Sie hat immer wieder Erfolg bei nationalen und internationalen Wettbewerben und verfügt über ein umfangreiches Programm für Öffentlichkeitsarbeit und Community-Arbeit. Die Mehrheit der Schüler studiert später an Musikhochschulen wie dem Royal College of Music oder der Royal Academy of Music, eine kleine Minderheit entscheidet sich, an der Universität Musik oder auch nichtmusikalische Disziplinen zu studieren.

## Geschichte
Rosemary Rapaport und Irene Forster gründeten die Schule 1962 unter dem Namen Central Tutorial School for Young Musicians in der Conway Hall im Zentrum von London. Die Schule zog später zum Morley College und danach nach Hampstead in ein damals großes viktorianisches Haus in Harrow on the Hill um. Sie benannte sich 1973 in The Purcell School um (nach dem englischen Komponisten Henry Purcell). 1997 zog die Schule zum Campus der früheren Royal Caledonian School in Bushey, Hertfordshire, um.
2012 feierte die Schule ihr 50-jähriges Bestehen mit einem Konzert, an dem viele ehemalige Schüler wie Robert Cohen (Cello), Nicholas Daniel (Oboe), Jack Liebeck (Violine), Catrin Finch (Harfe), Tim Thorpe (Waldhorn) und Jianing Kong (Piano) teilnahmen.

## Bekannte Schüler
- Martin James Bartlett (1996), britischer klassischer Pianist, BBC Young Musician of the Year 2014
- Katharine Blake (* 1970), Kelly McCusker und Jocelyn West, Sängerinnen und Gründungsmitglieder des englischen A-cappella-Ensembles Miranda Sex Garden
- Daisy Chute (* 1989), Sängerin in der britischen Klassik-Pop-Band All Angels
- Jacob Collier (* 1994), englischer Sänger, Arrangeur, Komponist und Multiinstrumentalist, zweifacher Grammy-Gewinner als Arrangeur
- Julius Drake (* 1959), englischer Pianist
- Catrin Finch (* 1980), walisische Harfenistin, Komponistin und Arrangeurin
- Teo Gheorghiu (* 1992), schweizerisch-kanadischer Pianist
- Oliver Knussen (1952–2018), britischer Komponist und Dirigent
- Lara Melda (* 1993), britisch-türkische Pianistin, BBC Young Musician of the Year 2010
- Mica Levi (Micachu; * 1987), britische Musikerin und Komponistin
- Leona Naess (* 1974), Singer-Songwriterin
- Jewgeni Olegowitsch Sudbin (* 1980), russischer Pianist
- Yiruma (* 1978), südkoreanischer Pianist